# 河滩镇
河滩镇，是中华人民共和国甘肃省临夏回族自治州东乡族自治县下辖的一个乡镇级行政单位。

## 行政区划
河滩镇下辖以下地区：
苏孟村、小庄村、屯地村、尕常村、韩杨村、汪胡村、团结村、河东村、东干村、祁杨村和大塬村。